# Mounana
Mounana ist eine Kommune im gabunischen Departement Lemboumbi-Leyou innerhalb der Provinz Haut-Ogooué. Mit Stand von 2013 wurde die Einwohnerzahl auf 4377 bemessen. Der Ort liegt auf einer Höhe von 303 Metern. Die Kommune liegt an der Straße N3 und war von 1958 bis 1999 ein großes Zentrum des Uranbergbaus in der Region. Heutzutage wird auf dem Gelände Landwirtschaft betrieben. Rund 1,7 Milliarden Jahre BP fand in den Uranlagerstätten eine selbsterhaltende Kernspaltungs-Kettenreaktion statt, die heute als Naturreaktor Oklo bezeichnet wird.

## Sport
Der in der Stadt ansässige CF Mounana konnte bislang drei Mal die nationale Fußball-Meisterschaft gewinnen.